# Ricardo Teixeira (Rennfahrer)

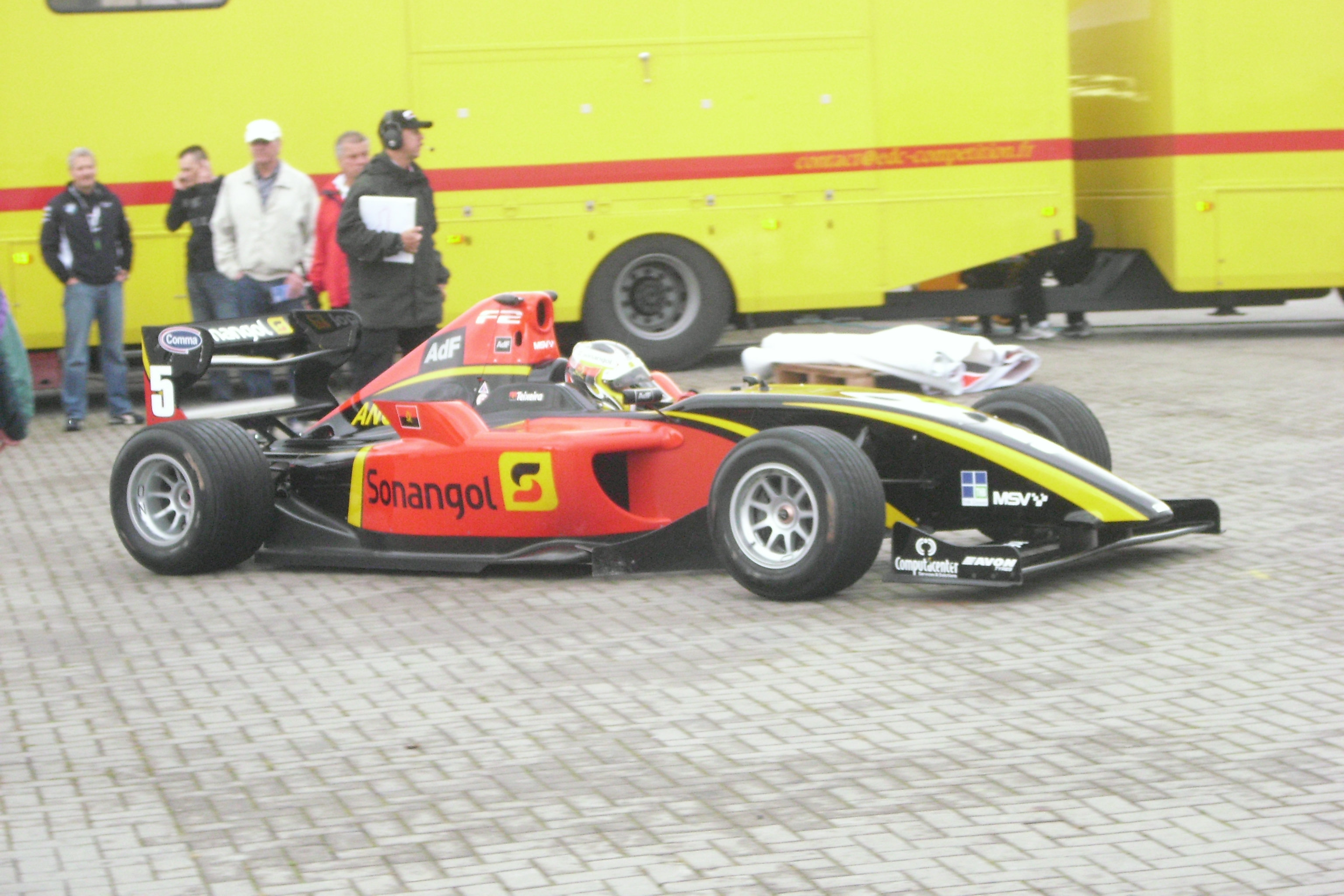
Ricardo Teixeiras im Formel-2-Rennwagen

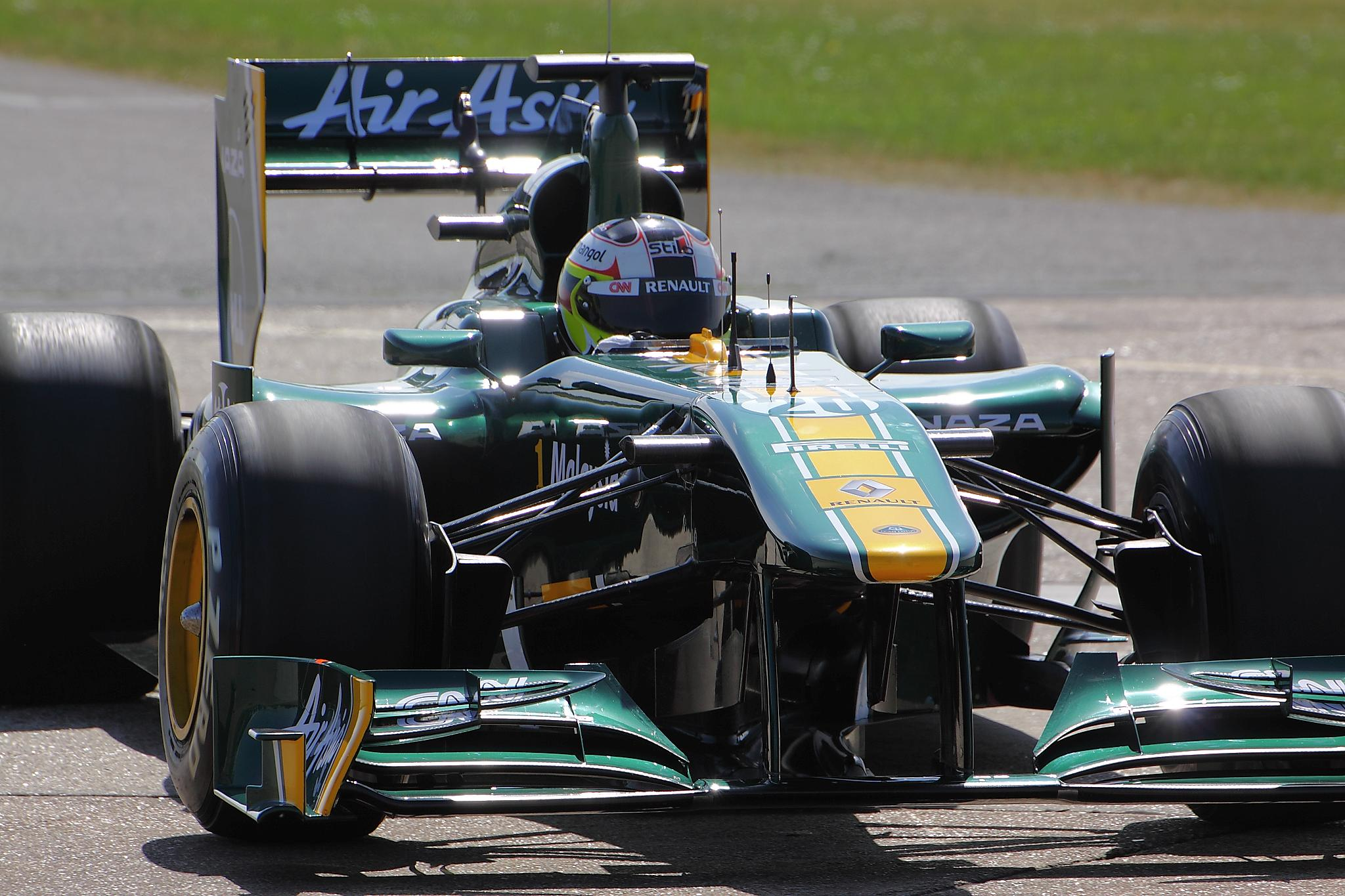
Ricardo Teixeira im Lotus T128

Ricardo Teixeira (* 2. August 1982 in Lissabon) ist ein ehemaliger portugiesisch-angolanischer Automobilrennfahrer.

## Karriere
Teixeira begann seine Motorsportkarriere 1999 im Kartsport, den er bis 2001 ausübte. Parallel dazu startete er 2001 in der iberischen Formel BMW. Von 2002 bis 2004 nahm Teixeira an keinen Rennen teil. 2005 kehrte Teixeira in den Motorsport zurück und ging in der nationalen Klasse der britischen Formel-3-Meisterschaft an den Start. Für Carlin Motorsport startend belegte Teixeira am Saisonende den neunten Platz in der Wertung. In der darauf folgenden Saison blieb Teixeira in der nationalen Klasse der britischen Formel-3-Meisterschaft und belegte den siebten Platz im Endklassement. 2007 wechselte Teixeira in die internationale Klasse der britischen Formel-3-Meisterschaft, allerdings holte er bei keinem Rennen Punkte. Zudem startete er bei zwei Rennen der deutschen Formel 3 und blieb auch in dieser Serie punktelos. 2008 blieb Teixeira in der britischen Formel-3-Meisterschaft und wurde 20. in der Gesamtwertung.
Anfang 2009 bestritt Teixeira für Trident Racing Testfahrten in der GP2-Serie und belegte an allen drei Testtagen den letzten Platz. Dennoch wurde er von Trident Racing für die letzten zwei Rennwochenenden der GP2-Asia-Serie-Saison 2008/2009 und die GP2-Serie 2009 verpflichtet. In der Hauptserie holte Teixeira, dessen bestes Resultat Platz 14 war, keine Punkte. 2010 trat der Rennfahrer in der Formel 2 an. Er beendete die Saison auf dem 16. Gesamtrang.
2011 war Teixeira Formel-1-Testfahrer beim Team Lotus. 2012 kehrte Teixeira in die GP2-Serie zurück. Er erhielt ein Cockpit bei Rapax. An einer Veranstaltung nahm er aus gesundheitlichen Gründen nicht teil. Während sein Teamkollege Tom Dillmann ein Rennen gewann, war ein 13. Platz das beste Resultat von Teixeira. Am Saisonende lag er punktelos auf dem 29. Platz. 2013 war Teixeira zunächst ohne Cockpit. Im Juli kehrte er bei Trident Racing für zwei Veranstaltungen in die GP2-Serie zurück. Er blieb erneut ohne Punkte wurde 34. in der Gesamtwertung.
Sein bisher letztes Rennen bestritt er 2017 in der FRD LMP3 Series.

## Nationalität
Teixeira tritt überwiegend mit angolanischer Rennlizenz an. In der GP2-Asia und GP2-Serie startete er allerdings mit portugiesischer Rennlizenz.

## Statistik

### Karrierestationen
| - 1999–2001: Kartsport - 2001: Iberische Formel BMW (Platz 20) - 2005: Britische Formel 3, national (Platz 9) - 2006: Britische Formel 3, national (Platz 7) - 2007: Britische Formel 3 | - 2007: Deutsche Formel 3 - 2008: Britische Formel 3 (Platz 20) - 2009: GP2-Asia-Serie (Platz 38) - 2009: GP2-Serie (Platz 26) - 2010: Formel 2 (Platz 16) | - 2011: Formel 1 (Testfahrer) - 2012: GP2-Serie (Platz 29) - 2013: GP2-Serie (Platz 34) |

### Einzelergebnisse in der GP2-Serie
| Jahr | Team           | 1   | 2   | 3   | 4   | 5   | 6   | 7   | 8   | 9   | 10  | 11  | 12  | 13  | 14  | 15  | 16  | 17  | 18  | 19  | 20  | 21  | 22  | 23  | 24  | Punkte | Rang |
| ---- | -------------- | --- | --- | --- | --- | --- | --- | --- | --- | --- | --- | --- | --- | --- | --- | --- | --- | --- | --- | --- | --- | --- | --- | --- | --- | ------ | ---- |
| 2009 | Trident Racing | ESP | ESP | MON | MON | TUR | TUR | GBR | GBR | GER | GER | HUN | HUN | EUR | EUR | BEL | BEL | ITA | ITA | POR | POR |     |     |     |     | 0      | 26.  |
| 2009 | Trident Racing | DNF | 20  | DNQ | DNQ | 14  | 18  | DNF | 18  | DNF | 15  | DNF | 19  | DNF | 14  | DNF | 14  | 16  | 14  | 15  | 21  |     |     |     |     | 0      | 26.  |
| 2012 | Rapax          | MAS | MAS | BRN | BRN | BRN | BRN | ESP | ESP | MON | MON | ESP | ESP | GBR | GBR | GER | GER | HUN | HUN | BEL | BEL | ITA | ITA | SIN | SIN | 0      | 29.  |
| 2012 | Rapax          | 21  | 24* | 17  | 13  | 23  | 20  | DNF | 23  | 20  | DNF | INJ | INJ | 18  | 15  | DSQ | 16  | 19  | 20  | 18  | 15  | 20  | 18  | 17  | 21  | 0      | 29.  |
| 2013 | Trident Racing | MAS | MAS | BRN | BRN | ESP | ESP | MON | MON | GBR | GBR | GER | GER | HUN | HUN | BEL | BEL | ITA | ITA | SIN | SIN | UAE | UAE |     |     | 0      | 34.  |
| 2013 | Trident Racing |     |     |     |     |     |     |     |     |     |     |     |     | 19  | 19  | 21  | 24  |     |     |     |     |     |     |     |     | 0      | 34.  |